# 丈部人麻呂
丈部 人麻呂（はせつかべ の ひとまろ、生没年不詳）は、奈良時代の防人。

## 経歴・人物
相模国の人物。天平勝宝7歳（755年）2月、防人として筑紫に派遣された際、残された父母を心配し詠んだ歌が『万葉集』に1首入集。

## 歌
- 大君の 命かしこみ 磯に触り 海原渡る 父母を置きて[2]